# Paula (2016)
Paula, mit Untertitel Paula – Mein Leben soll ein Fest sein, ist ein biografisches Filmdrama aus dem Jahr 2016 von Christian Schwochow über die früh verstorbene Malerin Paula Modersohn-Becker. Der Film wurde am 7. August 2016 beim Filmfestival Locarno uraufgeführt.

## Handlung
Der Film orientiert sich am Leben Paula Modersohn-Beckers während ihrer Zeit in Worpswede und Paris, erlaubt sich jedoch aus dramaturgischen Gründen einige Freiheiten. So beschränkt er zum Beispiel die Zahl ihrer mehrfachen Aufenthalte in Paris auf einen einzigen und verzichtet auf die Begegnung mit Ottos erster Ehefrau Helene, die 1898 seine Tochter Elsbeth gebar und erst 1900 starb.
Stattdessen setzt die Handlung deutlich vor 1900 ein, als die zeichnerisch bereits vorgebildete (seit 1888 mit ihrer Familie in Bremen lebende) Paula mit Anfang zwanzig beschließt, sich nach Worpswede zu begeben. Dabei setzt sie ihren Willen gegen den des Vaters Carl Woldemar Becker durch, der eine in der damaligen Zeit für Frauen typische, auf die Rolle einer Ehe- und Hausfrau vorbereitende Ausbildung lieber gesehen hätte. Die Ausbildung bei Fritz Mackensen befriedigt sie nicht, so dass sie schnell eigene Wege sucht und sich mit der zwei Jahre jüngeren Clara Westhoff anfreundet, später auch mit Rainer Maria Rilke und Otto Modersohn, der sich als Witwer seit kurzem allein um seine kleine Tochter Elsbeth kümmern muss.
Otto nimmt Paula gegen Mackensen in Schutz, der Paulas starken Drang nach künstlerischer Freiheit strikt ablehnt. Damit entspinnt sich eine Romanze, in der Otto zaghaft bleibt, die aber dennoch in beider Heirat mündet. Enttäuscht davon, dass Otto sie nicht zur „Frau“ – und damit Mutter – machen will, entflieht Paula nach fünf Ehejahren schließlich zu Clara und Rilke nach Paris. Otto lässt dies zu, gestattet ihr brieflich selbst einen Liebhaber, bekräftigt dabei aber umso mehr seine Liebe. Er unterstützt sie sogar so weit, dass die Worpsweder Künstlerkolonie vor einem schweren Zerwürfnis steht, so sehr fürchtet Mackensen um deren Ruf.
Paula lassen Ottos Liebesbekundungen äußerlich kalt: Sie antwortet nur, wenn sie Geld braucht, und lässt sich tatsächlich auf eine neue Liebschaft ein. Als dann Otto selbst nach Paris reist, um sie zur Rückkehr zu bewegen, und unangekündigt vor ihrer Tür steht, wird er, um eine Begegnung mit dem Liebhaber zu vermeiden, von Paula zunächst abgewiesen. Ein Treffen tags darauf endet im Streit und mit einer scheinbar endgültigen Trennung. Doch als Otto nach einem eindringlichen Hinweis von Rilke seine Frau noch einmal besucht und sich – während sie noch schläft – in Ruhe ihre Bilder ansieht, sieht er ein, dass er sich geirrt hat und dass sie tatsächlich auf dem Weg ist, eine große Künstlerin zu werden. Er legt ihr eine größere Geldsumme hin und verlässt leise die Wohnung. Als Paula das Geld findet, ist sie wiederum von Ottos selbstloser Liebe innerlich so berührt, dass sie ihn dankbar und reumütig in seinem Hotel aufsucht. Dort kommt es zur leidenschaftlichen Versöhnung und nach Jahren endlich auch zum Beischlaf der beiden. Glücklich und schwanger kehrt Paula nach Worpswede zurück. Die Geburt aber verläuft äußerst schwer – was Otto insgeheim immer befürchtet und zu seiner langen sexuellen Enthaltsamkeit veranlasst hatte – und schwächt Paula so sehr, dass sie kurz darauf stirbt.

## Rezeption
Der Film wurde vom Publikum in Locarno „begeistert“ aufgenommen.
Bei der Verleihung des Deutschen Filmpreises 2017 gewann der Film in den Kategorien „Bestes Szenenbild“ und „Bestes Kostümbild“.

## Kritik
„Das Drama über ein bewegtes Künstlerleben glänzt durch seine lebhaft spielende Hauptdarstellerin sowie eine kongeniale Bildgestaltung, verliert dabei aber den ideellen Fokus der Malerin aus dem Auge. Die Entwicklung ihres modernen Stils, aber auch das inspirierende intellektuelle Pariser Flair werden so nicht immer glaubhaft gemacht.“

## Veröffentlichung
Der Kinostart des Films in Deutschland war am 15. Dezember 2016. Im deutschen Fernsehen war Paula erstmals am 27. März 2019 auf Arte zu sehen.